# BDZ (альбом)
BDZ (сокращение от «bulldozer») — первый японский студийный альбом южнокорейской гёрл-группы Twice. Он был выпущен 12 сентября 2018 года лейблом Warner Music Japan. Альбом содержит пять ранее выпущенных песен и пять новых, включая титульный трек, произведённый Пак Чин Ёном.
Переиздание с одной дополнительной песней была выпущена 26 декабря 2018 года.

## Предпосылки и релиз
3 июня 2018 года на Twice 2nd Tour: Twiceland Zone 2 – Fantasy Park было объявлено, что Twice выпустит свой первый японский альбом осенью. Титульный трек «BDZ» был предварительно выпущен как цифровой сингл 17 августа вместе с сопровождающим музыкальным видео. Полный альбом был выпущен 12 сентября вместе с «документальным видео» — «Be as One», в котором представлены кадры первого года Twice в Японии.

## Продвижение
«BDZ» был впервые исполнен на Music Station 31 августа 2018 года. На следующий день он был исполнен на открытии Tokyo Girls Collection. Все песни с альбома были исполнены во время Twice 1st Arena Tour 2018 «BDZ» который начался 29 сентября в Тибе.

## Коммерческий успех
Альбом дебютировал на 1 строчке в ежедневном рейтинге Oricon Albums Chart с 89,721 проданными единицами, установив рекорд по самым высоким продажам в первый день альбомов, выпущенных K-pop гёрл-групп в Японии. Он также возглавил еженедельный рейтинг с 181,069 проданных единиц, что делает группу пятым иностранным артистом в истории Oricon, который возглавил как еженедельные синглы, так и альбомы, после поколения The Nolans, BoA, Kara и Girls Generation.
Billboard Japan зарегистрировал 121,189 единиц продаж с 10-12 сентября 2018 года и 181,605 с 10-16 сентября. 15 сентября сообщалось, что было продано более 292 300 копий в предварительных заказах. Это было сертифицировано платиной RIAJ 11 октября – последовала пятая последовательная платиновая сертификация.

## Трек-лист
| №                   | Название            | Текст песни                                                                   | Музыка                                                                       | Аранжировка                                  | Длительность |
| ------------------- | ------------------- | ----------------------------------------------------------------------------- | ---------------------------------------------------------------------------- | -------------------------------------------- | ------------ |
| 1.                  | «BDZ»               | J.Y. Park "The Asiansoul" Shoko Fujibayashi Yu Shimoji                        | J.Y. Park "The Asiansoul"                                                    | J.Y. Park "The Asiansoul" Lee Hae Sol [ 17 ] | 3:17         |
| 2.                  | «One More Time»     | Natsumi Watanabe Yhanael                                                      | Na.Zu.Na Yu-ki Kokubo Yhanael                                                | Na.Zu.Na                                     | 3:05         |
| 3.                  | «Candy Pop»         | Min Lee "collapsedone" Mayu Wakisaka                                          | Min Lee "collapsedone" Mayu Wakisaka                                         | Min Lee "collapsedone"                       | 3:22         |
| 4.                  | «L.O.V.E»           | Na.Zu.Na Yu-ki Kokubo Yhanael                                                 | Na.Zu.Na Yu-ki Kokubo Yhanael                                                | Na.Zu.Na                                     | 3:23         |
| 5.                  | «Wishing»           | Eri Osanai                                                                    | Albi Albertsson Kanata Okajima                                               | Mussashi                                     | 4:32         |
| 6.                  | «Say It Again»      | Min Lee "collapsedone" Mayu Wakisaka                                          | Min Lee "collapsedone" Mayu Wakisaka                                         | Min Lee "collapsedone"                       | 3:23         |
| 7.                  | «Wake Me Up»        | Natsumi Watanabe                                                              | Atsushi Shimada Louise Frick Sveen Albin Nordqvist                           | Atsushi Shimada                              | 3:33         |
| 8.                  | «Brand New Girl»    | Na.Zu.Na Yu-ki Kokubo                                                         | Na.Zu.Na Yu-ki Kokubo                                                        | Na.Zu.Na                                     | 3:34         |
| 9.                  | «Be as One»         | Risa Horie                                                                    | Kim Seung-soo Choi Hyun-joon                                                 | Kim Seung-soo Choi Hyun-joon                 | 3:51         |
| 10.                 | «I Want You Back»   | The Corporation — ( Berry Gordy Freddie Perren Alphonso Mizell Deke Richards) | The Corporation – (Berry Gordy Freddie Perren Alphonso Mizell Deke Richards) | Yuichi Ohno                                  | 3:24         |
| Общая длительность: | Общая длительность: | Общая длительность:                                                           | Общая длительность:                                                          | Общая длительность:                          | 35:24        |

## Чарты
| Chart (2018)                     | Peak position |
| -------------------------------- | ------------- |
| Japan Hot Albums (Billboard)     | 1             |
| Japanese Albums (Oricon)         | 1             |
| Japanese Digital Albums (Oricon) | 1             |

| Chart (2018)                 | Position |
| ---------------------------- | -------- |
| Japan Hot Albums (Billboard) | 12       |
| Japanese Albums (Oricon)     | 8        |

## Сертификация
| Регион                                                      | Сертификация | Продажи  |
| ----------------------------------------------------------- | ------------ | -------- |
| Япония (RIAJ)                                               | Платиновый   | 250 000^ |
| ^ Данные о тиражах приведены только на основе сертификации. |              |          |

## Победы
| Год  | Номинация                  | Категория            | Результат | Ссылка |
| ---- | -------------------------- | -------------------- | --------- | ------ |
| 2019 | 33rd Japan Gold Disc Award | Best 3 Albums (Asia) | Победа    | [ 23 ] |